# Eulerovský tah

Sedm mostů města Královce.

V teorii grafů se termínem eulerovský tah označuje takový tah, který obsahuje každou hranu grafu právě jednou. Zavedl jej Leonhard Euler, když se roku 1736 pokoušel vyřešit slavný problém sedmi mostů města Královce.
Existuje-li v grafu uzavřený eulerovský tah, nazýváme tento graf rovněž eulerovský. Eulerovské grafy lze nakreslit „jedním tahem“.

## Definice
Je-li G = (V, E) neorientovaný graf a {\displaystyle P=(v_{0},e_{1},v_{1},\ldots ,e_{n},v_{m})} posloupnost, pro kterou platí, že {\displaystyle \left|E\right|=n{\mbox{ a }}\forall i,j=1,\ldots ,n\;,i\neq j\;:e_{i}\neq e_{j}\;}, nazveme tuto posloupnost eulerovským tahem. Je-li {\displaystyle v_{0}=v_{m}}, nazveme tento tah uzavřeným.
Pro orientované grafy je nutné pojem tah nahradit pojmem cyklus.

## Vlastnosti
- neorientovaný graf je eulerovský, je-li souvislý a každý jeho vrchol má sudý stupeň
- neorientovaný graf je eulerovský, je-li souvislý a lze jej rozložit na hranově disjunktní cykly
- orientovaný graf je eulerovský právě tehdy, je-li souvislý a každý jeho vrchol má vstupní stupeň rovný výstupnímu

## Počet eulerovských tahů
V orientovaných grafech lze použitím následujícího vzorce spočítat počet neekvivalentních eulerovských cyklů:
{\displaystyle C\prod _{v\in V}(\deg ^{+}(v)-1)!}
popřípadě
{\displaystyle C\prod _{v\in V}(\deg ^{-}(v)-1)!}
kde C je libovolný kofaktor Laplaceovy matice daného grafu.